# 816 Juliana
816 Juliana este un asteroid din centura principală, descoperit pe 8 februarie 1916, de Max Wolf.